# Saintpaulia watkinsii
Saintpaulia watkinsii är en tvåhjärtbladig växtart som beskrevs av Haston. Saintpaulia watkinsii ingår i släktet Saintpaulia och familjen Gesneriaceae. Inga underarter finns listade i Catalogue of Life.